# Часовые камни

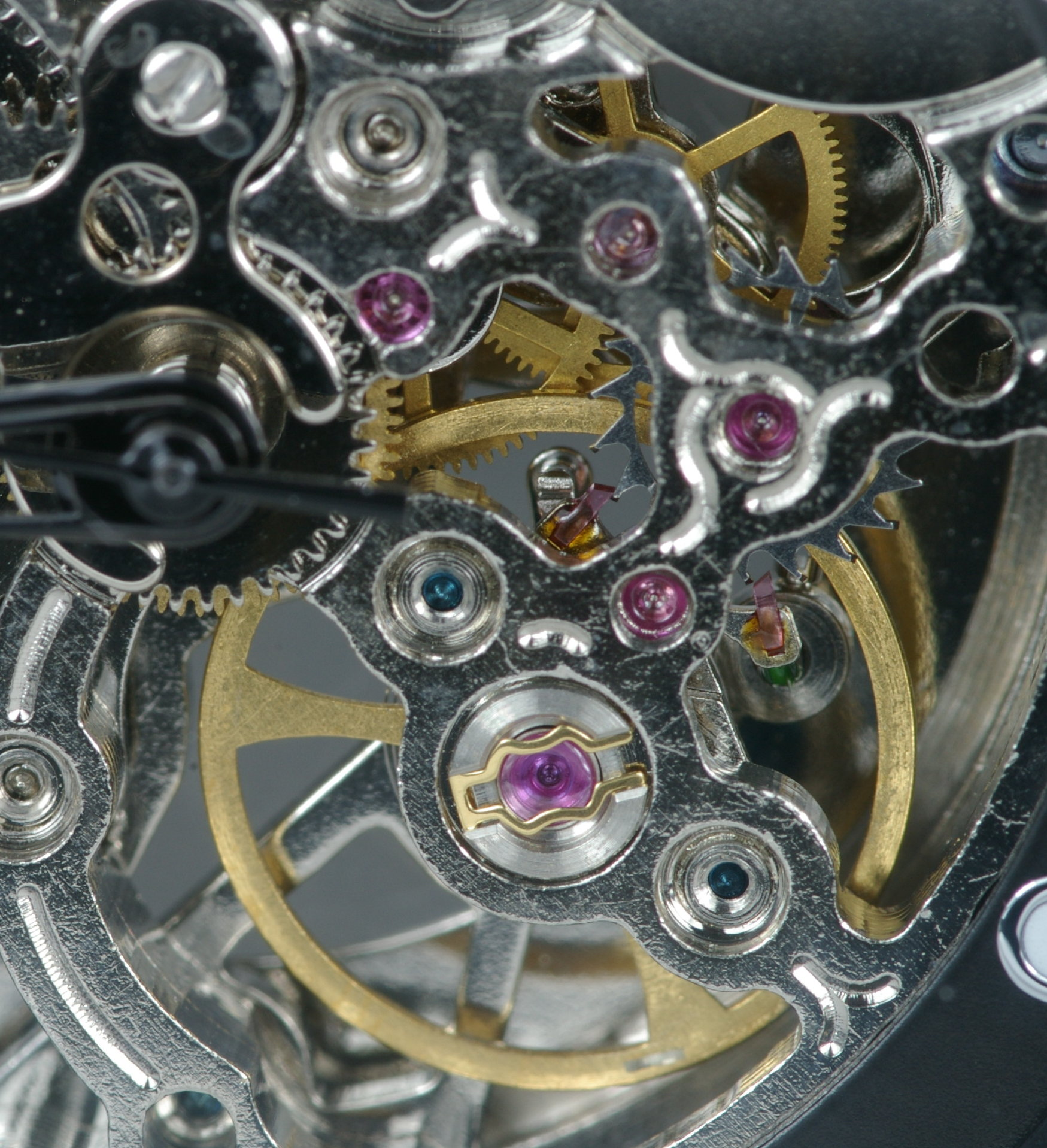
Рубиновые часовые камни в часовом механизме.

Часовые камни — детали часовых механизмов, в том числе кварцевых часов, выполненные из корунда — синтетического сапфира или рубина для повышения износостойкости и долговечности. В первую очередь это подшипники зубчатых колёс и баланса, а также палеты (зубья) анкерной вилки и штифт баланса, взаимодействующий с анкерной вилкой (импульсный камень, представляющий собой цилиндрический штифт с сечением в виде срезанного эллипса).

## Классификация
Часовые камни по назначению разделяют на две группы:
1. Функциональные — если они служат для стабилизации трения или уменьшения скорости изнашивания контактирующих поверхностей деталей. К функциональным камням относят:
  1. камни с отверстиями, служащие радиальными или осевыми опорами; камни, способствующие передаче силы или движения
  2. несколько камней (например, шариковые муфты для механизма подзавода), объединённые в один функциональный камень независимо от числа камней
2. Нефункциональные — декоративные камни. К ним относят: камни, закрывающие камневые отверстия, но не являющиеся осевой опорой; камни, служащие опорой часовых деталей (например, барабанное, передаточное колесо и т. п.)

## Изготовление
Часовые камни изготовляют из искусственного рубина. Применение рубиновых камней в часах обусловлено тем, что при передаче очень малых моментов на ходовое колесо, а затем на баланс, потери на трение у передающих пар должны быть минимальными. Этот материал обладает высокой твердостью и износостойкостью, хорошо обрабатывается, поддаётся полированию, имеет красивый внешний вид. Камни из искусственного рубина не окисляют и не разлагают часовое масло. Помимо высокой твёрдости, рубин имеет повышенную хрупкость. Для его обработки применяют алмазный инструмент.

## Характеристики функциональных камней
Часовые камни длительное время могут удерживать смазку, обеспечивая стабильную работу часового механизма. В часовом механизме применяют камни различной формы и размеров: накладные, сквозные, палеты, импульсные (эллипсы).
Цапфы трибов и осей колёсной системы и механизма хода, как правило, имеют опорное заплечико, поэтому в сквозных камнях для них имеется цилиндрическое полированное отверстие.
Цапфы оси баланса, который совершает большое количество колебаний (432 000 полуколебаний в сутки), не имеют заплечика, поэтому в сквозных камнях для них отверстие имеет не цилиндрическую, а скругленную форму, так называемый оливаж.
Во всех сквозных камнях есть специальное углубление — маслёнка, в которой удерживается часовое масло. Чтобы камни не раскалывались при запрессовке, в сквозных камнях выполняют заходную фаску пулевидной формы. Усилие запрессовки увеличивается постепенно.
Палеты анкерной вилки имеют форму прямоугольной призмы. По углу, образованному плоскостью импульса и плоскостью основания, они делятся на палеты входа с более тупым углом и палеты выхода с менее тупым углом. Заходная фаска палеты выхода находится против плоскости покоя, а заходная фаска палеты входа — на плоскости покоя.
При маркировке указывают только число функциональных камней или функциональных камневых опор.

## Использование
Из камней изготавливают палеты, импульсные камни, а также опоры для цапф трибов и осей.
Накладные камни применяют в качестве подпятников для снижения трения в опорах. Их ставят с обеих сторон оси баланса. Иногда накладные камни применяют и в качестве подпятников для осей анкерной вилки, анкерного триба и т. п. Сквозные камни различной формы используют как подшипники для цапф осей и трибов. Импульсный камень осуществляет взаимодействие баланса с анкерной вилкой.
В часах с обычной кинематической схемой применяется, как правило, от 15 до 17 камней. Изменение кинематической схемы и введение различных дополнительных устройств в часах увеличивает число камней, в некоторых конструкциях оно достигает 29 и более. Наручные механические часы хорошего качества имеют 15-17 камней: два палетных, один — импульсный на импульсном ролике баланса, по два — подшипники и опоры на оси баланса, анкера, секундного и промежуточного колёс и т. д. Более дорогие часы имеют большее количество камней. Использование палет, импульсных камней, опор для цапф и осей из искусственного рубина уменьшает потери энергии на трение и износ деталей.